# پرنگین
پرنگین، روستایی از توابع بخش سلطانیه شهرستان ابهر در استان زنجان ایران است.

## جمعیت
این روستا در دهستان سلطانیه قرار دارد و براساس سرشماری مرکز آمار ایران در سال ۱۴۰۰، جمعیت آن 315 نفر (46خانوار) بوده‌است.